# 山西玄参
山西玄参（学名：Scrophularia modesta）为玄参科玄参属下的一个种。

## 扩展阅读
- 維基物種上的相關：山西玄参